# Ceratopsyche albicephala
Ceratopsyche albicephala är en nattsländeart som först beskrevs av Tanida 1986.  Ceratopsyche albicephala ingår i släktet Ceratopsyche och familjen ryssjenattsländor. Inga underarter finns listade i Catalogue of Life.